# Georgian Airways
Georgian Airways (gru. ჯორჯიან ეარვეისი) ili Airzena je gruzijski nacionalni avio prijevoznik sa sjedištem u Tbilisiju te međunarodnom zračnom lukom Tbilisi kao glavnim čvorištem (hubom). Georgian Airways bavi se putničkim i teretnim transportom. Generalni direktor je Iase Zautashvili.

## Povijest
Tvrtka je osnovana u rujnu 1993. pod nazivom Airzena te je započela s regularnim letovima za Beč te čarterskim linijama za Italiju, Indiju, Egipat, Siriju, UAE i Kinu. Airzena je 1999. postala gruzijskim nacionalnim avio prijevoznikom a kasnije se spaja s Air Georgijom te u kolovozu 2004. mijenja ime u Georgian Airways (iako je zadržan i kraći naziv Airzena koji se naširoko koristi).
Tijekom prve polovice 2000-ih uprava tvrtke donosi odluku o modernizaciji zračne flote te se od njemačkog Hapag-Lloyda posuđuju dva Boeinga 737-500. Tvrtka je tijekom 2010. godine ušla u članstvo Međunarodne udruge za zračni prijevoz.
Kroz svoju povijest Airzena je surađivala s mnogim svjetskim avio kompanijama kao što su: Aegean Airlines, Aeroflot, Air Astana, Air France, airBaltic, Alitalia, Austrian Airlines, Azerbaijan Airlines, Delta Air Lines, Hahn Air, IranAir, KLM, Olympic Airlines, S7 Airlines, Transaero Airlines i Ukraine International Airlines. Danas je Georgian Airways u potpunosti u privatnom vlasništvu.

## Odredišta
| \| Grad \| Zemlja \| IATA \| ICAO \| Zračna luka \| Napomena \| \| AZIJA \| AZIJA \| AZIJA \| AZIJA \| AZIJA \| AZIJA \| \| --------- \| ---------- \| ----- \| ----- \| -------------------------------- \| -------- \| \| Tbilisi \| Gruzija \| TBS \| UGTB \| Zračna luka Tbilisi \| Hub \| \| Batumi \| Gruzija \| BUS \| UGSB \| Zračna luka Batumi \| \| \| Kutaisi \| Gruzija \| KUT \| UGKO \| Zračna luka David IV. od Gruzije \| \| \| Tel Aviv \| Izrael \| TLV \| LLBG \| Zračna luka Ben Gurion \| \| \| EUROPA \| \| \| \| \| \| \| Beč \| Austrija \| VIE \| LOWW \| Zračna luka Beč \| \| \| Pariz \| Francuska \| CDG \| LFPG \| Zračna luka Charles de Gaulle \| \| \| Amsterdam \| Nizozemska \| AMS \| EHAM \| Zračna luka Schiphol \| \| \| Moskva \| Rusija \| VKO \| UUWW \| Zračna luka Vnukovo \| \| |            |      |      |                                  |          |
| Grad | Zemlja     | IATA | ICAO | Zračna luka                      | Napomena |
| AZIJA |            |      |      |                                  |          |
| Tbilisi | Gruzija    | TBS  | UGTB | Zračna luka Tbilisi              | Hub      |
| Batumi | Gruzija    | BUS  | UGSB | Zračna luka Batumi               |          |
| Kutaisi | Gruzija    | KUT  | UGKO | Zračna luka David IV. od Gruzije |          |
| Tel Aviv | Izrael     | TLV  | LLBG | Zračna luka Ben Gurion           |          |
| EUROPA |            |      |      |                                  |          |
| Beč | Austrija   | VIE  | LOWW | Zračna luka Beč                  |          |
| Pariz | Francuska  | CDG  | LFPG | Zračna luka Charles de Gaulle    |          |
| Amsterdam | Nizozemska | AMS  | EHAM | Zračna luka Schiphol             |          |
| Moskva | Rusija     | VKO  | UUWW | Zračna luka Vnukovo              |          |